# كيفن اندروز (شاعر)
كيفن اندروز (باليونانية: Αντριους, Κεβιν,)‏ (بالإنجليزية: Kevin Andrews)‏ هو عالم آثار ومؤرخ وشاعر يوناني وأمريكي، ولد في 20 يناير 1924، وتوفي في 1 سبتمبر 1989.